# Parcimonie
Parcimonie (spaarzaamheid) is een basisprincipe in de wetenschappelijke methode. Volgens dit principe geldt dat als twee verklaringen plausibel zijn, de eenvoudigste (de verklaring waarvoor de minste aannames nodig zijn) de voorkeur heeft (Ockhams scheermes). 
Bijvoorbeeld de verklaring dat de opwarming van de Aarde wordt veroorzaakt door antropogene broeikasgasemissies heeft de voorkeur boven de verklaring dat deze wordt veroorzaakt door een combinatie van zonneactiviteit, meetfouten en emissies door vulkanen. 
Ook bij de constructie van een fylogenetische stamboom is spaarzaamheid een belangrijk principe. Het principe van parcimonie heeft mede geleid tot cladistische methoden.